# Amanda and the Alien
Pour plus de détails, voir Fiche technique et Distribution.
Amanda and the Alien est un téléfilm de science-fiction (comédie) américain réalisé par Jon Kroll mettant en vedette Nicole Eggert, et diffusé à la télévision américaine en 1995.
Le film est basé sur l'histoire courte du même nom écrite par Robert Silverberg.

## Synopsis
Amanda, une employée dans un magasin de vêtements haut de gamme, mène une vie relativement solitaire et sans particularité. Tout cela change quand un étranger qui a été tenu secret s'échappe d'une installation militaire en prenant en charge le corps de l'un des employés de la base. Amanda découvre l'étranger fugitif et décide de l'aider à se cacher des agents du gouvernement.

## Fiche technique
- Titre original : Amanda and the Alien
- Réalisation : Jon Kroll
- Scénario : Robert Silverberg, Jon Kroll
- Pays : États-Unis
- Durée : 96 min
- Langue originale : Anglais

## Distribution
- Nicole Eggert : Amanda Patterson
- Stacy Keach : Emmitt Mallory
- Michael Dorn : Lieutenant Vint
- Michael Bendetti : Charlie Nobles
- John Diehl : Colonel Rosencrans
- David Millbern : Lieutenant LeBeau
- Alex Meneses : Connie Flores